# Xã Eveline, Michigan
Xã Eveline (tiếng Anh: Eveline Township) là một xã thuộc quận Charlevoix, tiểu bang Michigan, Hoa Kỳ. Năm 2010, dân số của xã này là 1.484 người.